# Cabeza de caballo

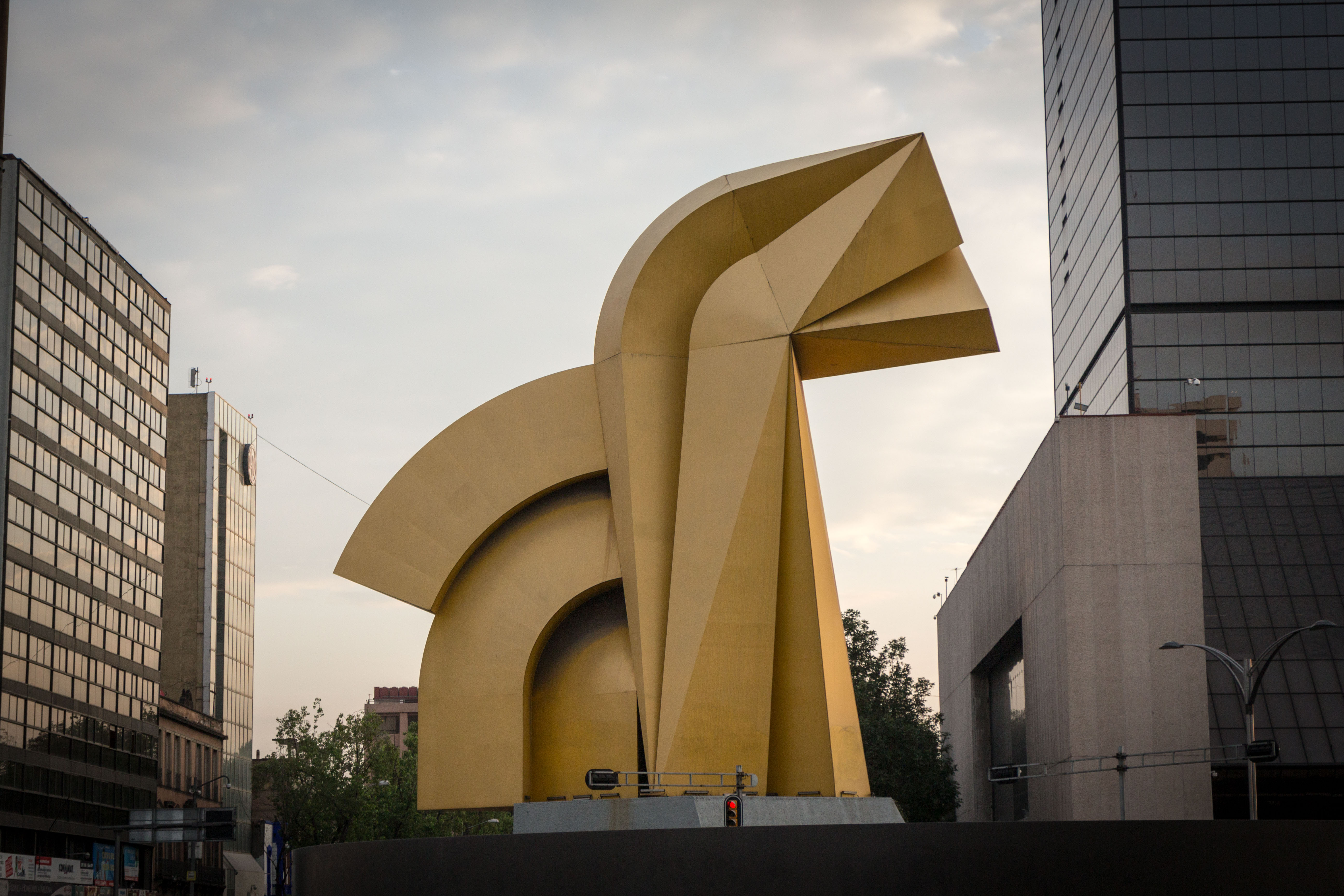
Cabeza de caballo en el Paseo de la Reforma.

La Cabeza de caballo es una escultura de acero de 28 metros de alto creada por Sebastián (Enrique Carbajal). La escultura se basa en la cabeza de un caballo y está instalada en Paseo de la Reforma, en la Ciudad de México. Se inauguró el 15 de enero de 1992.
Sebastián creó el monumento Cabeza de caballo bajo la concepción olmeca. La escultura se instaló frente a la Torre del Caballito, un edificio alto de oficinas. El monumento tenía que sustituir a la Estatua ecuestre de Carlos IV que fue retirada de allí en 1979 y, además, tenía que haber una especie de chimenea que disipara los vapores del drenaje profundo pero que no afectara negativamente la imagen del Paseo de la Reforma.